# Victor McLaglen
Victor Andrew de Bier Everleigh McLaglen (10 de diciembre de 1886-7 de noviembre de 1959) fue un actor y boxeador británico.

## Biografía
McLaglen nació en Tunbridge Wells, Kent, Inglaterra. Su padre, obispo, trasladó a la familia a Sudáfrica siendo McLaglen niño. Dejó su casa a los catorce años a fin de entrar en el Ejército Británico, con la intención de luchar en la segunda guerra bóer. Sin embargo, con disgusto de su parte, fue destinado al Castillo de Windsor con los Life Guards (Guardia Real) del Ejército, y posteriormente expulsado del mismo cuando se descubrió su verdadera edad.
Cuatro años más tarde se trasladó a Canadá, donde se ganó la vida como luchador y boxeador de los pesos pesados, teniendo en su haber varias victorias notables en el ring. Una de sus peleas más famosas fue contra el campeón de los pesos pesados Jack Johnson. La lucha fue un combate de exhibición a seis asaltos. Entre combates, viajó con un circo, el cual ofrecía 25 dólares a todo aquel que aguantara tres asaltos con él. Volvió a Inglaterra en 1913, y reclamaba haber servido en los Royal Irish Fusiliers durante la Primera Guerra Mundial, aunque realmente sirvió como Capitán Eventual en el Décimo Batallón del Regimiento Middlesex, actualmente parte del The Princess of Wales's Royal Regiment. Durante un tiempo sirvió en la ciudad de Bagdad. Además continuó boxeando, y llegó a ser campeón de los pesos pesados del Ejército Británico en 1918. Tras la guerra, empezó a intervenir en películas mudas británicas. 
La carrera de McLaglen dio un giro en los años veinte, cuando se trasladó a Hollywood. Se convirtió en un popular actor de carácter, con una pericia especial para interpretar a borrachos y hombres de mucha rudeza.  McLaglen poseía una fisonomía imponente y masiva, producto de sus años de boxeo, y muchas veces trabajó al lado de John Wayne como una dupla actoral muy aceptada por el director John Ford. 
La cima de su carrera fue su papel en The Informer (El delator) (1935), película basada en una novela de Liam O'Flaherty, y por la que recibió un Óscar al mejor actor. Ya muy avanzada su carrera fue nominado otra vez, en esta ocasión al Óscar al mejor actor de reparto, por su papel junto a John Wayne en El hombre tranquilo (1952). Fue muy popular por su trabajo junto al director John Ford, quien incluía con frecuencia a McLaglen en sus películas. En sus últimos años, McLaglen tuvo varias intervenciones televisivas, particularmente en series western tales como Have Gun, Will Travel y Rawhide.
Se casó en tres ocasiones: con Enid Lamont, desde 1919 hasta 1942, año de la muerte de ella; con Suzanne M. Brueggeman, de 1943 a 1948, fecha en la que se divorciaron; y con Margaret Pumphrey, de 1948 hasta el 7 de noviembre de 1959, día en que McLaglen falleció a causa de un infarto agudo de miocardio. En esa época ya era ciudadano estadounidense. Su hijo, Andrew V. McLaglen, fue director cinematográfico.

## Filmografía
| Año  | Título                        |
| ---- | ----------------------------- |
| 1921 | The Prey of the Dragon        |
| 1922 | A Sailor Tramp                |
| 1922 | Little Brother of God         |
| 1923 | The Romany                    |
| 1923 | Women and Diamonds            |
| 1925 | The Unholy Three              |
| 1925 | Corazón intrépido             |
| 1926 | What Price Glory?             |
| 1926 | Beau Geste                    |
| 1928 | Mother Machree                |
| 1928 | Hangman's House               |
| 1928 | Una novia en cada puerto      |
| 1929 | The Black Watch               |
| 1931 | Dishonored                    |
| 1933 | Laughing at Life              |
| 1934 | La patrulla perdida           |
| 1934 | El crimen de Vanities         |
| 1935 | El delator                    |
| 1936 | Klondike Annie                |
| 1937 | Wee Willie Winkie             |
| 1938 | Devil's Party                 |
| 1939 | Gunga Din                     |
| 1939 | Let Freedom Ring              |
| 1940 | Al sur de Pago Pago           |
| 1943 | Forever and a Day             |
| 1946 | Whistle Stop                  |
| 1947 | Calendar Girl                 |
| 1948 | Fort Apache                   |
| 1949 | She Wore a Yellow Ribbon      |
| 1950 | Río Grande                    |
| 1952 | The Quiet Man                 |
| 1954 | El príncipe valiente          |
| 1954 | Trouble in the Glen           |
| 1955 | Lady Godiva of Coventry       |
| 1956 | La vuelta al mundo en 80 días |
| 1958 | Sea Fury                      |

## Premios y distinciones
Premios Óscar
| Año  | Categoría              | Película            | Resultado |
| ---- | ---------------------- | ------------------- | --------- |
| 1936 | Mejor actor            | El delator          | Ganador   |
| 1953 | Mejor actor de reparto | El hombre tranquilo | Nominado  |